# Грейс, Лесли
Лесли Грейс Мартинес (англ. Leslie Grace Martínez) — американская певица и актриса.

## Ранняя жизнь
Грейс родилась 7 января 1995 года в Бронксе. Её мать владеет парикмахерской в Южной Флориде. Выросла в Дейви и училась в средней школе Индиан-Ридж и средней школе Вестерн, где участвовала в мюзиклах, шоу талантов и хоровых выступлениях. Говорит на английском и испанском языках.

## Карьера
сотрудничала 10 апреля с южнокорейским бой-бендом super junior с песней lo siento который собрал 100 миллионов за 4 года и с продюсерами Play-N-Skillz

## Фильмография
- «На высоте мечты» — Нина Розарио
- «Бэтгёрл» — Барбара Гордон / Бэтгёрл

## Дискография

### Альбомы
- Pasión (2009)
- Leslie Grace (2013)
- Lloviendo Estrellas (2015)

### Синглы
Как главный артист
| Название                          | Год  |
| «Will You Still Love Me Tomorrow» | 2012 |
| «Day 1»                           | 2012 |
| «Be My Baby»                      | 2013 |
| «Odio No Odiarte»                 | 2014 |
| «Nadie Como Tú»                   | 2014 |
| «Cómo Duele el Silencio»          | 2015 |
| «Aire»                            | 2016 |
| «Nada de Amor»                    | 2016 |
| «Díganle»                         | 2017 |
| «Dulce»                           | 2017 |
| «Duro y Suave»                    | 2018 |
| «Fuego»                           | 2018 |
| «De Lunes a Jueves»               | 2018 |
| «Still New York»                  | 2018 |
| «Sola»                            | 2019 |
| «Qué Será»                        | 2019 |

Как приглашённый артист
| Название                 | Год  |
| «Si Una Vez (If I Once)» | 2016 |
| «Mi Mala (Remix)»        | 2018 |
| «Lo Siento»              | 2018 |
| «Conga» (Remix)          | 2021 |

## Награды и номинации
| Год  | Награда                                | Категория                        | Результат | Дополнение                                                         |
| ---- | -------------------------------------- | -------------------------------- | --------- | ------------------------------------------------------------------ |
| 2013 | Ло Нуэстро                             | Tropical Female Artist           | Номинация |                                                                    |
| 2013 | Billboard Latin Music Awards           | Songs Artist of the Year         | Номинация |                                                                    |
| 2013 | Латинская Грэмми                       | Best Contemporary Tropical Album | Номинация | За Leslie Grace                                                    |
| 2014 | Ло Нуэстро                             | Tropical Album                   | Номинация | За Leslie Grace                                                    |
| 2014 | Ло Нуэстро                             | Tropical Female Artist           | Номинация |                                                                    |
| 2014 | Billboard Latin Music Awards           | Artist of the Year Debut         | Номинация |                                                                    |
| 2014 | Billboard Latin Music Awards           | Female Artist of the Year        | Номинация |                                                                    |
| 2015 | Ло Нуэстро                             | Tropical Female Artist           | Номинация |                                                                    |
| 2015 | Латинская Грэмми                       | Best Contemporary Tropical Album | Номинация | За Lloviendo Estrellas                                             |
| 2015 | Латинская Грэмми                       | Best Tropical Song               | Номинация | За «Como Duele el Silencio»                                        |
| 2016 | Ло Нуэстро                             | Tropical Female Artist           | Победа    |                                                                    |
| 2018 | Nickelodeon Mexico Kids' Choice Awards | Best Collaboration               | Победа    | За «Lo Siento» — Super Junior feat. (Leslie Grace & Play-N-Skillz) |